# Raphael Tracey
Pour les articles homonymes, voir Tracey.
Raphael Tracey (dit Ralph et également orthographié Tracy), né le 6 février 1904 à Gillespie (Illinois) et mort le 6 mars 1975 à Saint-Louis (Missouri), était un joueur international américain de football.

## Carrière professionnelle
Né dans l'Illinois, Tracey grandit à Saint-Louis (Missouri). Il commence sa carrière de club en tant qu'attaquant avec les St. Louis Vesper Buick de la St. Louis Soccer League (SLSL) durant la saison 1925. Il termine deuxième meilleur buteur du club. Il signe ensuite chez les Ben Millers qui le font évoluer au milieu de terrain. Ils parviennent jusqu'en finale de la National Challenge Cup en 1926, remportée par Bethlehem Steel F.C.. Il inscrit 6 buts pendant la saison 1931-1932.

## Équipe nationale
Tracey joue 3 fois avec les États-Unis pendant la coupe du monde 1930. Ils gagnent leurs deux premiers matchs contre la Belgique et le Paraguay sur un score de 3-0 à chaque match, avant de perdre contre l'Argentine 6-1 en demi-finale. Tracey se casse la jambe après 10 minutes de match mais continue malgré tout le match jusqu'à la mi-temps.
Tracey est introduit au St. Louis Soccer Hall of Fame en 1973 et au National Soccer Hall of Fame en 1986.